# Habropoda disconota
Habropoda disconota är en biart som beskrevs av Maurits Anne Lieftinck 1974. Habropoda disconota ingår i släktet Habropoda och familjen långtungebin. Inga underarter finns listade i Catalogue of Life.